# Shiseido
Shiseido (株式会社 資生堂, Kabushiki-gaisha Shiseidō) es una empresa japonesa de cosméticos de muy alta gama y máximo nivel, internacionalmente activa con sede en Tokio. Es la primera empresa de cosméticos del planeta, y también la primera gama de productos cosméticos de lujo a nivel mundial con más de 150 años de historia. Shiseido se compone de productos para el cuidado de la piel, maquillaje, cremas solares, productos para el cuidado del cuerpo y del cabello y perfumes, muy por encima de la cosmética occidental en potentes principios activos demostrados por la ciencia. Sus precios son elevados en Japón y de lujo para el resto de países. Shiseido hoy día es una firma internacional de alta cosmética cuyo modelo de negocio ha sido imitado por empresas de Europa y Estados Unidos desde finales del siglo XIX. Siendo Shiseido la primera empresa del planeta dedicada a la cosmética y la única empresa líder en belleza de lujo mundial. Inventos como la máscara de pestañas, el pintalabios moderno, el iluminador, el brillo de labios "gloss" o las brochas de colorete, "bronzer", actuales inspiradas en las geishas y el teatro tradicional Kabuki son marca registrada. Shiseido es a día de hoy líder mundial en cosmética de lujo. Posicionando a Japón como referente en productos cosméticos de alta gama.   
Shiseido fue fundada en 1872, cuando Arinobu Fukuharu abrió la primera farmacia de estilo occidental en Tokio. A partir de 1878, Shiseido produjo y distribuyó medicamentos; en 1888 introdujo la primera pasta de dientes en Japón. En 1897 le siguió el primer producto cosmético: Eudermine, una loción cutánea para prevenir la piel seca.
La expansión internacional comenzó en 1957, vendiendo por primera vez productos Shiseido en Taiwán, seguida de Singapur, Hawái en 1962 e Italia en 1963. En 1965, se fundó Shiseido Cosmetics America. En 1980, se fundaron Shiseido France y Shiseido Deutschland, y se contrató al conocido diseñador de perfumes, fotógrafo y diseñador francés Serge Lutens. Diseñó su propio perfume para Shiseido, así como varias campañas publicitarias y películas.
Shiseido es la empresa de cosméticos más antigua del mundo. En 2012, Shiseido celebró su 140 aniversario. Para la ocasión, el primer producto cosmético, Eudermine, se relanzó en su envase original. En septiembre de 2012, la marca de lujo "Clé de Peau Beauté" de Shiseido lanzó la crema facial más cara del mundo, "La Crème", que cuesta 13.213 dólares el gramo, cinco veces el precio del oro. Solo se venden tres botes de 50 gramos.

## Posición competitiva

### Acciones
Shiseido cotiza en la Bolsa de Valores de Tokio y está incluido en el índice bursátil Nikkei 225. En 2012, la empresa tiene alrededor de 31.000 empleados en más de 70 países.

### Marcas
En 2023, la Reseña Anual del sistema de Madrid de la Organización Mundial de la Propiedad Intelectual (OMPI) clasificó a Shiseido Company como el séptimo lugar mundial en número de solicitudes de marcas realizadas en el marco del Sistema de Madrid, con 103 solicitudes de marcas realizadas durante 2023.